# Laura Novoa Vásquez
Laura Novoa Vásquez (Chuquicamata, Región de Antofagasta, 14 de noviembre de 1930 - Santiago de Chile, 10 de enero de 2025) fue una abogada chilena. Participó en la Comisión Nacional de Verdad y Reconciliación que investigó las violaciones a los derechos humanos durante la dictadura de Augusto Pinochet. En 2022 recibió el premio de excelencia de ejercicio de la abogacía del Colegio de  Abogados de Valparaíso.

## Trayectoria
En 1953 Novoa se licenció en Ciencias Jurídicas y Sociales en la Universidad de Chile de Valparaiso. Fue una de las cuatro mujeres de su generación graduadas en esa institución chilena. En 1959 realizó estudios de posgrado en la Universidad de Nueva York.
A partir de 1950 se desempeñó como abogada en la minera Anaconda Copper Mining Company, y después entró al área pública, cuando se la nombró abogada jefe de la Corporación Nacional del Cobre, más conocida como Codelco. En ese cargo estuvo hasta 1978 y durante su gestión participó en la renegociación de la nacionalización de la gran minería de cobre (1973-1974), así como en la elaboración de las leyes orgánicas de Codelco (1976) y la Ley Orgánica Constitucional de Concesiones Mineras (1981-1982).
Entre 1989 y 1990, y a pedido del entonces presidente chileno Patricio Aylwin, la invitó a formar parte de la Comisión Nacional de Verdad y Reconciliación, que investigó las violaciones a los derechos humanos ocurridos durante la dictadura militar de Augusto Pinochet.
Luego, entre 1991 y 1994, fue designada por el Secretario General de la ONU, Boutros Boutros-Ghali, para ser miembro del Comité de Alto Nivel sobre Desarrollo Sustentable de las Naciones Unidas, donde trabajó en conjunto con la neuróloga italiana y Premio Nobel de medicina, Rita Levi Montalcini, y el biólogo marino y cineasta, Jaques Cousteau.
Dentro del mundo privado en el 2000 fundó el estudio familiar Anríquez Novoa —Ahora ANVP Abogados— junto con sus hijos Gastón y Álvaro. La firma se especializa en temas de minería, recursos naturales y son un estudio pionero en Chile en derecho astronómico. Novoa efectuó asesorías legales a los principales observatorios astronómicos que operan en Chile, como el Observatorio Europeo Austral y que operan de manera internacional, como el Telescopio de Treinta Metros que se encuentra ubicado en la isla de Hawái.
También fue socia en Philippi Yrarrázabal Pulido & Brunner —ahora PPU Legal— entre 1978 y 2005.
Falleció en 10 de enero de 2025 en Santiago de Chile a los 94 años.

## Reconocimientos
En 1991 la asociación de egresados de la Universidad de Nueva York le otorgó el Premio Eugene Keoch, por servicio público distinguido.
En 2022 recibió el premio de excelencia de ejercicio de la abogacía del Colegio de  Abogados de Valparaíso. Este premio lo recibió en conjunto con el profesor Pedro Pierry.